# Konapur, Sedam
Konapur là một làng thuộc tehsil Sedam, huyện Gulbarga, bang Karnataka, Ấn Độ.